# Lijst van straten in Schaijk
Dit is een lijst van straten in het dorp Schaijk in de Nederlandse provincie Noord-Brabant met hun oorsprong/betekenis.

## Straten

### A
- Achter 't Ven –
- Akkerwinde – Akkerwinde, plant uit de windefamilie
- Andoorn – Andoorn, plant uit de lipbloemenfamilie
- Arkenschot – Uit de archieven van de Zwartzusters in 's-Hertogenbosch blijkt dat Zuster Geertrudis, moeder van het huis van de Swesteren in ’s-Hertogenbosch op de Papenhuls, op 2 april 1456, een erfpacht uit een stukje land geheten Dat Arkenschot in Scadewijc in Herpen, heeft overgedragen voor schepenen van ’s-Hertogenbosch aan Henricus Hoernken, zoon van wijlen Arnoldus, testamentair verkregen van zuster Jutta, dochter van Nenne, dochter van Johannes de Visschel, poorter van ’s-Hertogenbosch, en Oda, dochter van een zekere Post de Dormalen.[1]

### B
- Baansteen – Gelegen in de wijk 'Muldershof', dat vernoemd is naar het hof van de molen (De Onderneming) uit de Bossestraat. De straatnamen in de wijk verwijzen naar de molen. De baansteen staat op den aspeluw in de molen; de baan van de as draait er in rond.
- Beatrixstraat – Beatrix der Nederlanden (1938), eerste dochter en opvolgster van Juliana der Nederlanden
- Bernardusweg – Vernoemd naar Bernardus (/Bertus) den Brok (/Bertus van Sijmens). Hij was landbouwer, eerst te Herpen, Kleine Koolwijk A116, vanaf 10 mei 1909 te Schaijk C25, C27, C22, C20 (tot 1922), Hongersteeg 22 en daarna Bossestraat 36, 34a. Bertus was voorzitter van de Bijenbond, lid van de gemeenteraad van Schaijk, medeoprichter van de werkliedenbond; hij was beheerder van de centrale volksbank en eerste tuinder in Schaijk.[2]
- Bernestraat – Vernoemd naar de Berners (inwoners van het Gelderse plaatsje Berne, het tegenwoordige Bern) die in Schaijk grond in bezit hadden. De abdij van Berne had uithoven in Gaal en het Mun.[3]
- Bolderik – Bolderik, plant uit de anjerfamilie.
- Bossestraat –
- Bremstraat – Brem, plant ui de vlinderbloemenfamilie.
- Brobbelbiesweg – Verklaring 1: In de zeventiende eeuw werd het Land van Ravenstein onveilig gemaakt door ´de zwarte bende`; rovers die hun gezicht met roet zwart maakten voor ze op rooftocht uit gingen. Hun aanvoerder was Kobus van der Schlossen. De rovers hielden zich schuil in de uitgestrekte bossen van Slabroek, maar hoe de gendarmen ook zochten, nooit vonden ze enig spoor van Kobus en zijn gezellen. Als ze een deel van de bossen probeerden te omsingelden bleek de bende zich juist ergens anders te bevinden. Vooral hun mysterieuze hoofdman was ongrijpbaar. En dat was geen wonder, want Kobus had een pact met de duivel gesloten en kon dingen waartoe anderen niet in staat waren. Zo kwamen een paar gendarmen de rover eens tegen in de bossen van Slabroek. Onmiddellijk zetten ze de achtervolging in en bijna hadden ze hem te pakken. Maar toen sprong Kobus met een plons in een ven en veranderde voor de ogen van de verbaasde gendarmen in een bos biezen. Door zijn sprong borrelde –in de volksmond ‘brobbelde’- het water nog na. Daarom heet die plek nog altijd ‘Brobbelbies’.[4]
Verklaring 2: Ontworsteld aan rauw hei en brobbelbies, buitenbeen aan Bernheze's zoom, veer-krachtig, immer in gedachten, bij wie hier zijn laatste adem uitblies. Waard om er eeuwig te willen leven, dit kleurrijk weefsel in Brabants dreven. Rauw hei en brobbelbies zijn in het gedicht als zelfstandig naamwoord gebruikt maar zijn ook de namen van 2 buurtschappen. Brobbelbies is een moeras waar riet (bies) groeit en waar gas opborrelt in de vorm van luchtbellen (dialect: brobbels).[5]
- Broksteeg – In 1685 ook de Broecksteegh geheten; deze steeg leidt naar de Broerckxhoeve, waarschijnlijk een akkercomplex.
- Broodakker – Veldnaam, herkomst en betekenis onbekend; “…. ter plaatse genaamd Hoog Schaijk, genoemd wordende Den Broodacker, een uitweg hebbende aan de zeide der gemeene Heijde …”. (Rechterlijk archief Herpen-Schaijk: schepenprotocol, inventarisnummer 144) anno 1808[6]
- Brouwerstraat –
- Bruinsteeg –
- Bulder –
- Burgemeester de Grootstraat – Vernoemd naar Johannes Dominicus de Groot die burgemeester was van 1811 tot 1834.
- Burgemeester Hoefnagelstraat – Vernoemd naar Jan Hoefnagel die burgemeester was van 1891 tot 1905 of Antoon Hoefnagel die burgemeester was van 1905 tot 1935.
- Burgemeester Schoutenstraat – Vernoemd naar Petrus Schouten die burgemeester was van 1835 tot 1865 of naar Johannes (Jan) Schouten die burgemeester was van 1964 tot 1979.
- Burgemeester van Rijckevorselstraat – Vernoemd naar Jhr. Alfons Eduard M. (A.E.M.) van Rijckevorsel van Kessel die burgemeester was van 1883 tot 1891.
- Busstraat –

### D
- Dassenbaan –
- De Biezen –
- De Breeter – Dit is een soort beekdal, is tweehonderd jaar geleden al beschreven als een wateroppervlakte van ruim negen hectare. Het gebied is in 1302 aangekocht door de Abt van de uithof op het Mun van de Graaf van Megen.[7]
- De Donk –
- De Dries –
- De Herd –
- De Korte Louwstraat –
- De Louwstraat –
- De Schouw –
- Dokter Langendijklaan – De Dokter Langendijklaan is genoemd naar dokter Langendijk, huisarts in Schaijk van 1937 tot 1974. Hij woonde in het monumentale pand te Rijksweg 38.[7]
- Domineeshoef – Domineeshoef heeft zijn naam te danken aan een oude grens, uit de tijd toen dit in Staats Brabant (1750) lag. Het was toen een protestants gebied (een dominee is een christelijk geestelijk leider bij de protestanten).[7]
- Dotterbloem –
- Duifhuisstraat –

### E
- Eikenlaan – De Eikenlaan werd vroeger officieel de Hoogheische Zijweg genoemd. Hier getuigt het bochtige en kronkelende voorkomen van hoge ouderdom. Ongetwijfeld hebben hier aan de Hooghei en zeker in de buurt van de Eikenlaan, op deze hoge en stijl afhellende zandrug met daaraan het moerassige beekdal van de Munse wetering ooit de begraafplaatsen gelegen behorend bij de prehistorische nederzettingen van Mun (Paalgraven monument naast de A50). Hier werd het vroeger ook wel klein Mun genoemd. Er staan hier veel oude eiken en er zijn nog enkele oude boerderijen te zien. In dit gebied is vroeger turf gestoken door de bewoners.[7]
- Eksterhoef – Dit land grensde aan de “Hofse Hoeve”, anno 1748 leent Peter Derk Franssen uit Reek 100 gulden van de Landrentmeester van Ravenstein met als onderpand: “…. Seekeren akker bouwlant, gelegen op Hoog Schaijck, genaemt Extershoef ….” (BHIC-Grave, Oud-Archief gemeente Schaijk, inventaris nr. 90).[6]
- Elsstraat – Het gebied rondom de Elsstraat wordt de Elzen genoemd. De eerste twee boerderijen in de Elsstraat behoorden vroeger tot de gemeente Herpen, maar de bewoners gingen in Reek naar kerk en school. Vroeger werden veel elzen aangeplant om als geriefhout te gebruiken; voor weipalen, hooiruiters, maar ook om paling te roken. Deze werd namelijk met elzenhout op geur en smaak gemaakt. Ook de elzenpropjes zijn erg in trek bij de sijsjes. Met tientallen hangen deze vogeltjes in de elzen om te smullen van de zaadjes.[7]
- Europaplein –
- Everardusweg – De Everardusweg is genoemd naar de abt Van Berne, Everardus van Gierlanden die hier een “uithof” stichtte rond 1170. In de directe omgeving bij boerderij op nr. 3 moet deze waarschijnlijk gestaan hebben.[7]

### F
- Franse Baan – De Franse Baan ontleent zijn naam aan de Franse tijd, toen de legers van Napoleon in dit gebied bivakkeerden.[8]

### G
- Gagelstraat – De straat heeft zijn naam te danken aan de gagelstruik. Deze werd als smaak-en geurstof gebruikt voor de productie van bier. Ook werd gagel vaak gebruikt om vlooien te verjagen uit honden-en kattenmanden. Maar ook in beddengoed werd vaak gagel gestrooid om ongedierte te verjagen.[7]
- Grootgaalseweg –

### H
- Haagstraat – Eind 1800 was de naam van deze straat De(n) Haag later Haagstraat genoemd. In de tweede helft van de 18e eeuw, schreef men in plaats van “Den Haag” ook wel “Reeckse Straet”.[7]
- Hegveld –
- Heibloemstraat –
- Heiheuvel –
- Hekellaan –
- Herik –
- Hermanusweg – Deze weg is genoemd naar de eerste pionier Hermanus van de Wijst. Hij heeft het aangedurfd om als eerste rond 1910 een boerderij te stichten in de Schaijkse hei (ontginning).[7]
- Het Hofke –
- Hoefstal –
- Hoekstraat –
- Hoevestraat –
- Hofse Hoeve – Complex aaneengesloten bouw- en weilanden, vanaf de Pastoor van Winkelstraat (vroeger Schaijksestraat) tot aan De Louwstraat. Behoorde oudtijds tot de zgn. Begijnhof of Graafse Hof, die wordt genoemd in 1591 (parochiearchief Schaijk) eigendom van klooster Mariëngraf in Grave. Deze boerderij stond ter plaatse van de huidige woning Pastoor v. Winkelstr. 59 en 59A. De naam Hofsche Hoeve komt voor in de Tiendklappers van de gemeente Schaijk, daterend van 1910 (BHIC - Grave, oud-archief gemeente Schaijk).[9]
- Hofstede –
- Holenbergstraat –
- Hoogheistraat – Hoogheistraat duidt op hooggelegen land. De hooghei wordt al in een begrafenisregister uit 1661 genoemd. In de registers uit die tijd wordt de buurt vermeld als Hooghheij, Hoogheijsestraat, of Hooge heijt. Aan beide zijden van de weg is duidelijk te zien dat hier in het verleden veel zand en grind gewonnen is.[7]
- Hoogschaijksepad – Dit pad loopt thans nog vanaf de Pastoor van Winkelstraat naar het industrieterrein (lang Pastoor van Winkelstraat 82); het pad is nog in gebruik als rijwielpad.
- Hoogschaijksestraat –

### I
- Imkerstraat –
- In den Bogerd – Notaris van Erp had achter zijn huis (gebouwd in 1876) een grote boomgaard aangelegd, welke in de zestiger jaren door de gemeente is overgenomen. Daar staan nu een 17-tal woningen met de toepasselijke naam "In den Bogerd".
- Industriepark –
- Irenestraat – Irene der Nederlanden (1939-heden), het tweede kind uit het huwelijk van koningin Juliana der Nederlanden en prins Bernhard van Lippe-Biesterfeld.

### J
- Jan Oliemeulenstraat –
- Julianastraat – Juliana der Nederlanden (1909-2004), koningin der Nederlanden van 4 september 1948 tot en met 30 april 1980

### K
- Kaar – Gelegen in de wijk 'Muldershof', dat vernoemd is naar het hof van de molen (De Onderneming) uit de Bossestraat. De straatnamen in de wijk verwijzen naar de molen.
- Kapelanieplein – Op de plaats waar momenteel de panden Pastoor van Winkelstraat 12 en 14 (dubbel blok) staan, stond in het verleden een oude boerderij, laatstelijk bewoond door Adrianus van der Heijden (Januske Bos). Dit huis is in 1962 aangekocht door de caféhouder Theodorus Ruijs en in 1968/1969 gesloopt door Grad Ruijs. Volgens de gegevens uit het kadaster is de vroegst bekende eigenaar van dit pand Jan Zonnenberg (1832). In 1842 ging het huis in eigendom over naar notaris Gerardus van de Heijden in Ravenstein. In 1847 is het huis met aangrenzende percelen aangekocht door Antonius van de Burgt, kapelaan in Schaijk. De kapelaan had dit huis en de grond in eigen bezit, maar verhuurde het meestentijds. Vanaf 1870 tot aan zijn overlijden in 1872 woonde hij wel zelf in het huis, dat destijds werd aangeduid met de naam De Kapelanie.[10]
- Kerkweg – De Kerkweg was een steeg en heette vroeger de Kerksteeg (in 1685 ook de Kercksteegh genoemd). Dit was de kortste verbinding vanaf Gaal naar de kerk van Herpen (Schaijk had toen nog geen kerk). Met steeg werd bedoeld: een zijweg die vanaf een hoofdweg recht het broek in liep.[7]
- Klapperstraat – De Klapperstraat heeft zijn naam te danken aan een droog en zanderig gebied, en werd vroeger Klepperhei genoemd.[7]
- Klaverstraat –
- Kleefsestraat – Kleefsestraat herinnert aan het huis Kleef (Hertogen van Kleef) en maakt de verbinding tussen Rijksweg en Kleingaalseweg. In het bos grenzend aan de Kleefsestraat zijn in 1960 opgravingen verricht, men vond hier een kuil met aardewerk uit de Romeinse tijd. Het bos ligt op een duidelijk zichtbare hoogte. Hieronder ligt waarschijnlijk nog een nederzetting van de Romeinen verborgen.[7]
- Kleingaalseweg – Kleingaalseweg is genoemd naar een opsplitsing of uitbreiding van Gaal, Klein Gaal geheten. Langs nr. 11, zijn aan de achterkant nog de restanten van de Gaalse molen te zien. Deze molen is waarschijnlijk begin 1800 gebouwd. Tijdens een storm in 1960 verloor de molen zijn wieken, waarna het bouwwerk “degradeerde” tot silo, en zijn markante plaats in het silhouet van Klein Gaal verloor.[7]
- Klokstraat –
- Klumperstraat –
- Koekampweg –
- Korte Spruit – Gelegen in de wijk 'Muldershof', dat vernoemd is naar het hof van de molen (De Onderneming) uit de Bossestraat. De straatnamen in de wijk verwijzen naar de molen. De Korte Spruit is de achterste balk in de kap waaraan de korte schoren zijn bevestigd.
- Korte Zwaard – Gelegen in de wijk 'Muldershof', dat vernoemd is naar het hof van de molen (De Onderneming) uit de Bossestraat. De straatnamen in de wijk verwijzen naar de molen. Een zwaard is een schoor aan de trap en de spruitbalk.
- Kruidenhof –
- Kruilier – Gelegen in de wijk 'Muldershof', dat vernoemd is naar het hof van de molen (De Onderneming) uit de Bossestraat. De straatnamen in de wijk verwijzen naar de molen. Een kruilier is een lier waarmee waarmee men een molen kan kruien.

### L
- Lage Baan –
- Lange Spruit –
- Legerstraat – De Legerstraat ontleent zijn naam nog aan de Franse tijd, toen de legers van Napoleon in dit gebied bivakkeerden.[7]
- Lochtenburgstraat –
- Looierstraat –
- Lorskensstraat – Vernoemd naar Johannes Cornelis Lorskens die burgemeester was van 1865 tot 1877.
- Luijtenbroek – Het gebied rondom Luijtenbroek is omstreeks 1900 ontgonnen uit heide en vennen; de gronden waren vroeger een uitgestrekt nat gebied, dat werd ontwaterd in 1915. In het begin van vorige eeuw werd hier nog turf gestoken. Aan de oever van een ven zijn vuurstenen werktuigjes gevonden, daterend van ±6000 jaar voor Christus (een broek is een laaggelegen gebied dat nat blijft door kwellend grondwater).[7]

### M
- Maalstoel – Gelegen in de wijk 'Muldershof', dat vernoemd is naar het hof van de molen (De Onderneming) uit de Bossestraat. De straatnamen in de wijk verwijzen naar de molen. De maalstoel is een maalinrichting, bestaande uit twee stenen.
- Mackenhof – Anno 1742: “ .... een acker boulant gelegen beneven Waelesteegh, geheten Mackenhoff … Dit land was kennelijk ooit eigendom van een zekere Mack Adams die woonde aan de Schaijkse Straat en ook voorkomt in het archiefstuk uit 1591 (aanwezig in het parochiearchief Schaijk).[11]
- Melde –
- Middelstraat –
- Molenaarstraat – Gelegen in de wijk 'Muldershof', dat vernoemd is naar het hof van de molen (De Onderneming) uit de Bossestraat. De straatnamen in de wijk verwijzen naar de molen.
- Molengraaf –
- Morijnenhof – Oude veldnaam, genoemd naar een vroegere eigenaar Laurens Morijnenhof. Situering: nabij kruising Akkerwinde-De Louwstraat (parochieaarchief Schaijk: “Register van Rogrenten”, daterend van 1742).[12]
- Munpad –
- Munstraat –

### N
- Netjeshof –
- Nistelrooise Baan –
- Noordhoekstraat –

### O
- Omganglaantje – Vernoemd naar de basisschool ‘Den Omgang’, die tot 2005 op deze plek gevestigd was. De naam ‘Den Omgang’ heeft een historische betekenis. Basisschool ‘Den Omgang’ stond in de wijk die rondom een molen (De Onderneming) is gebouwd. Veel straatnamen in de wijk verwijzen naar deze molen (De Spil, De Wieken). De omheining rondom een molen wordt ook wel een ‘omgang’ genoemd. Deze omheining beschermt tegen de draaiende molenwieken. Daarnaast sluit de naam aan op de sociale opdracht van de school: ‘de omgang met elkaar’.[7]

### P
- Palmstraat –
- Pastoor van Haafstraat – Vernoemd naar Pastoor van Haaf. Hij was pastoor in Schaijk van 1746 tot 1796 en was de stichter van de boerderij “De Armenhof” aan de Kleingaalseweg 2. Hij kocht deze “ Nieuwe Hoeve” van de daar in de buurt gevestigde norbertijnen van de abdij van Berne. Hij kwam uit een gegoede familie. Hij besliste dat de boerderij eigendom zou worden van de armen van Schaijk en dat de pachtsom van de boerderij (hier kwam dus een boer op, die de boerderij in pacht kreeg) verdeeld zou worden tussen de kerkelijke en de burgerlijke armen. Vanaf die tijd is de boerderij “De Armenhof” genoemd.[7]
- Pastoor van Spijkplein – Vernoemd naar P. van Spijk die pastoor was van 1976 tot 2000.
- Pastoor van Winkelstraat – Vernoemd naar Ch. J.W. van Winkel die pastoor was van 1885 tot 1927. (Vroeger De Straat, Schaijksestraat, Tuinstraat)[7]
- Postiljonstraat – De Postiljonstraat herinnert aan de tijd van de postiljon die in deze buurt z’n stopplaats had, om te laden en te lossen en om paarden te wisselen.[7]

### R
- Reep –
- Repellaan –
- Rietbroekstraat – Rietbroek duidt op een nat gebied (een broek is een laaggelegen gebied dat nat blijft door kwellend grondwater).[7]
- Rijksweg – De Rijksweg is de oude verbindingsweg tussen Den Bosch en Nijmegen. Deze weg is aangelegd door de Romeinen om een snelle verplaatsing van troepen in hun rijk mogelijk te maken. De Rijksweg werd reeds gebruikt rond 1811 door de legers van Napoleon. Hij wou deze weg verharden, maar kreeg hiervoor geen toestemming van Koning Willem I. Koning Willem I liet het deel vanaf Heesch tot aan de Reekse molen pas in 1835-1836 verharden. De bestrating geschiedde met keien (kinderkoppen). De mensen van die tijd noemden de nieuwe weg “De Steenweg”. We spreken nog van de Bossche baan of de Baan. De officiële naam is thans Rijksweg. Rond 1930 kreeg de Rijksweg een betondek.[7][8]
- Rogstraat – De Rogstraat is vernoemd naar het veldgewas rogge. Het stro hiervan werd vaak gebruikt voor de zijwanden van een stroberg (opslagplaats van landbouwgewassen en landbouwwerktuigen) en voor het afdekken van aardappelen en bietenkuilen. Het roggestro had namelijk een bijzonder lange lengte en was dan ook uitermate geschikt hiervoor. Het graan werd gebruikt om roggebrood te bakken en voor varkensmeel om de varkens vet te mesten.[7]
- Runstraat –

### S
- Schaijkse Hoek –
- Schansweg –
- Scheisestraat –
- Scheltseweg –
- Scheperstraat –
- Schutsboomstraat – Schaijk had vroeger een zeer bekend schuttersgilde “Het Sint Antonius gilde”. Het had een godsdienstige inslag. Eens per jaar was het koningschieten. De schutsboom stond vroeger in deze straat opgesteld. In 1886 is het schuttersgilde te Schaijk opgeheven. De Schutsboomstraat bewaart nog de herinnering aan het vroegere Schaijkse gilde.[7]
- Sint Annastraat – Deze straatnaam is ontstaan door de vele bedevaartgangers naar St. Anna op Koolwijk, een gehucht dat niet ver van Schaijk af ligt en deel uitmaakt van de gemeente Oss. St. Anna werd vaak bezocht en vereerd om kinderen te krijgen als dit moeilijk ging.[7]
- Smidse –
- Spijkerstraat –
- Spil – Gelegen in de wijk 'Muldershof', dat vernoemd is naar het hof van de molen (De Onderneming) uit de Bossestraat. De straatnamen in de wijk verwijzen naar de molen. De spil is een verticale as voor de krachtsoverbrenging in de molen.

### T
- 't Erf –
- 't Oliemeulen –
- Tolstraat – Tolstraat herinnert aan tol heffen. Ook in Schaijk werd rond 1800 tol geheven van de passanten die van de Rijksweg gebruik maakten. Het tolhuis stond ongeveer aan het einde van de Tolstraat over de Rijksweg.[7]

### U
- Udensedreef –

### V
- Van de Venlaan – Vernoemd naar Gerard Marie Jacques Willem (Gerrit) van de Ven die burgemeester was van 1951 tot 1964.
- Van der Heijdenstraat – Vernoemd naar de familie van der Heijden die gedurende honderd jaar belangrijke gemeentelijke bestuursfuncties

hebben vervuld. O.a. Henricus van der Heijden was burgemeester van 1935 tot 1951.
- Vang – Gelegen in de wijk 'Muldershof', dat vernoemd is naar het hof van de molen (De Onderneming) uit de Bossestraat. De straatnamen in de wijk verwijzen naar de molen. De vang is een onderdeel om een molen tot stilstand te brengen.
- Veenbies –
- Venpad –
- Vlagstraat –
- Vlasgaard –
- Vogelenzang –

### W
- Waalstraat – De Waalstraat werd vroeger de Waalsteeg genoemd. In 1960 is de Waalsteeg omgedoopt tot Waalstraat. Sinds de aanleg van uitbreidingsplan Walesteeg is het oorspronkelijke karakter van deze steeg nauwelijks meer herkenbaar. De oude naam Walesteegh is vervangen door Akkerwinde; deze steeg liep kennelijk eertijds vanaf de Schaijksestraat lang de boerderij van Jan de Wael de bouwlanden in; in 1685 spreekt men van de Jan de Wael Steegh. In de “Cathalogus” van rector Knuijts uit 1591 wordt al een zekere Jan die Wael genoemd.
- Watermunt – Watermunt, plant uit de lipbloemenfamilie
- Waterstraat – De naam Waterstraat geeft aan dat deze weg door een laag en nat gebied voert. Dit is vooral in de zomer te zien aan de vele waterminnende planten die hier in de sloten groeien waaronder moerasspirea, gele lis, wolfspoot en de grote lisdodde. De Waterstraat is een van de oudste buurten van Schaijk.[7]
- Wieken – Gelegen in de wijk 'Muldershof', dat vernoemd is naar het hof van de molen (De Onderneming) uit de Bossestraat. De straatnamen in de wijk verwijzen naar de molen.
- Willevenstraat –
- Willibrordusweg –
- Wingerd –

### Z
- Zandstraat –
- Zeelandsedreef – Dreef betekend brede landweg, dus hier is sprake van een brede landweg van Schaijk naar Zeeland en omgekeerd.[7]
- Zonnedauw –
- Zustersstraat – verwijst naar de zusters van JMJ die op deze plaats een klooster hadden.
- Zwingelhof –

## Wijken
- Muldershof – Vernoemd naar het hof van de molen (De Onderneming) uit de Bossestraat. Veel straatnamen in de wijk verwijzen naar deze molen (Wieken, Baansteen, Molenaarsstraat, Kaar, Vang, Kruilier, De Spil, Maalstoel, Lange Spruit, Korte Spruit en Korte Zwaard).

## Verdwenen straten
- De Grietensteeg – Dit is al een oude naam die voorkomt in de vroegste schepenprotocollen van het land van Ravenstein: in 1630 spreekt met van “Ein steech gnandt Grietgens Steech”. De Grietensteeg liep voorheen van de Schaijksestraat in de richting van de Scheise Hoeve.
- De Strijbossteeg – De Strijbossteeg, in de volksmond vaak Rijbossteeg genoemd, herinnert aan een familie Strijbos. De steeg is thans als oude steeg nog enigszins zichtbaar tussen de huizen van P. Jacobs en W. Heurkens, Pastoor van Winkelstraat 79 en 81. Deze steeg die vanaf De Straat de Kemp inschiet, staat al aangegeven op de Topografische Kaart van 1895 (verkend in 1866, heruitgegeven in 1895).